# Timandra puziloi
Timandra puziloi là một loài bướm đêm trong họ Geometridae.